# إسقاط فيرنر

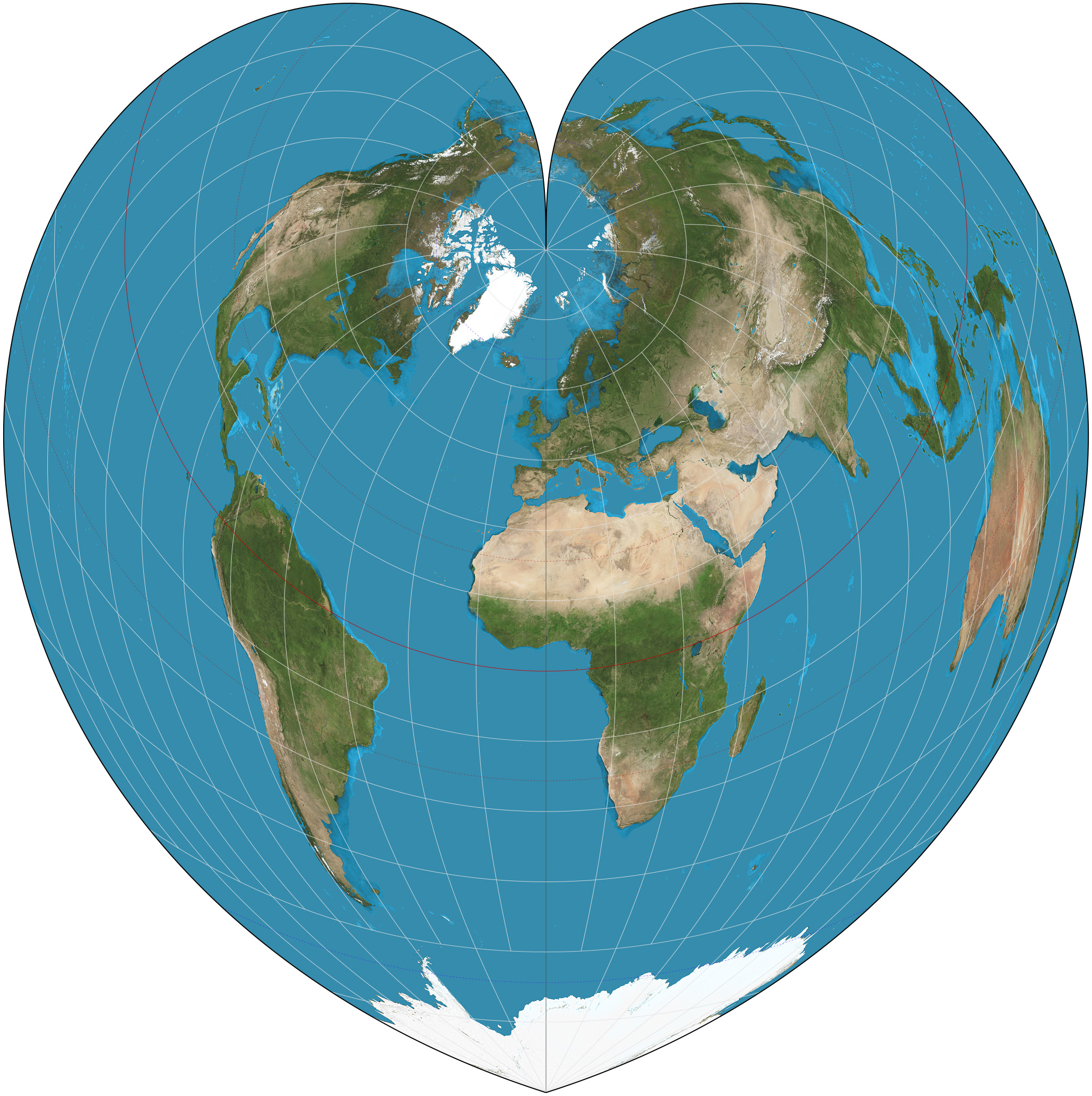
إسقاط فيرنر للعالم

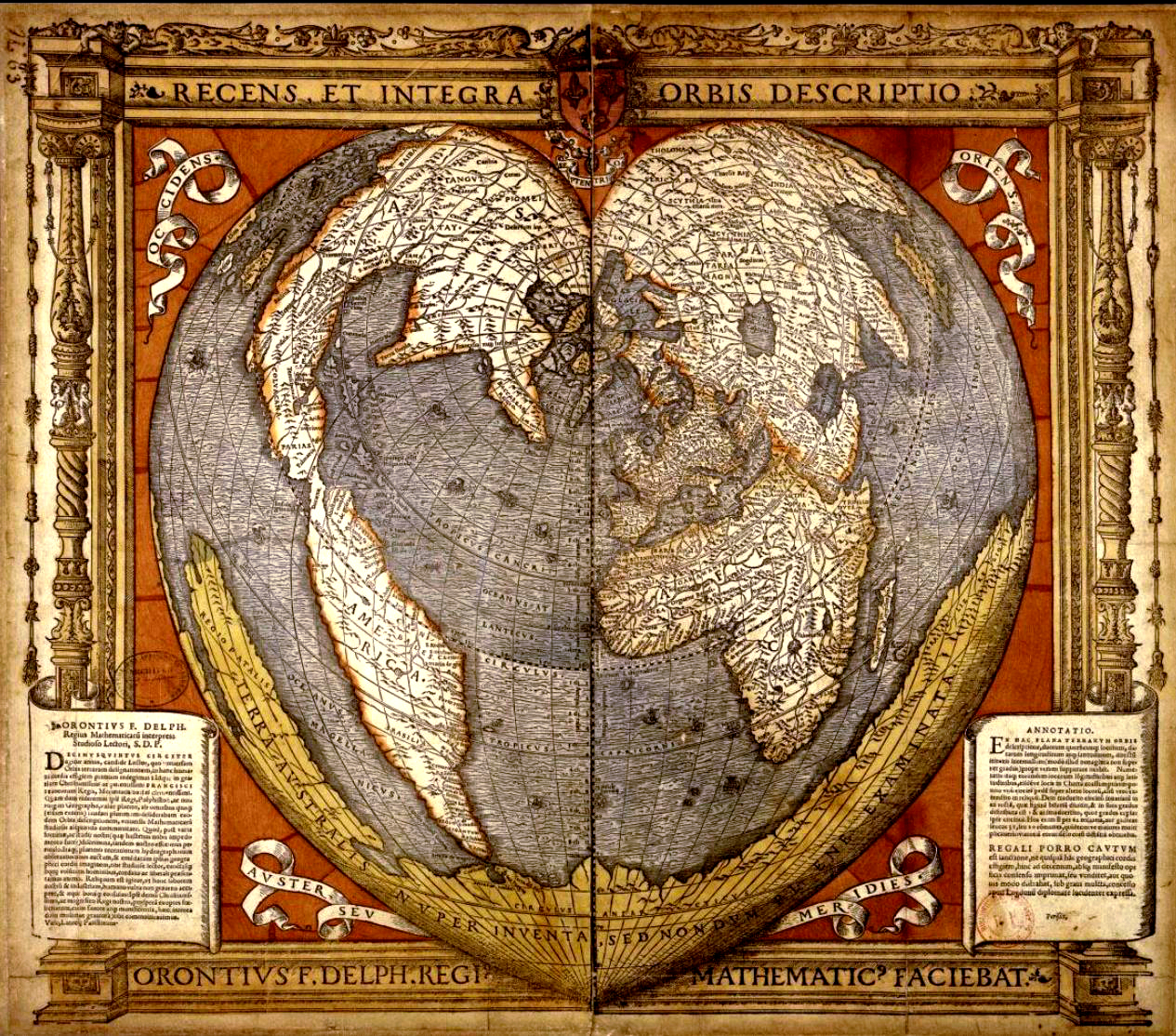
نقش خشبي من عام 1536 بواسطة أورونس فينيه يُظهر إسقاط ويرنر

يُعد إسقاط قيرنر Werner إسقاطًا شبه مخروطي لخريطة متساوية المساحات، يُسمى أحيانًا إسقاط ستاب-فيرنر Stab-Werner أو ستابيوس-فيرنر Stabius-Werner.
مثل الإسقاطات الأخرى التي على شكل قلب، يتم تصنيفه أيضًا على أنه إسقاط قلبي الشكل.
يشير ستاب فيرنر إلى منشئين اثنين: يوهانس فيرنر (1466-1528)، وهو قس رعية في نورنبرغ، أنشأ وروج لهذا الإسقاط الذي كان قد طوره في وقت سابق يوهانس ستابيوس (ستاب) من فيينا حوالي عام 1500.
الإسقاط هو شكل محدد لإسقاط بون Bonne، حيث يكون له دائرة عرض معياري عند أحد القطبين (90 درجة شمالاً / جنوبًا).  المسافات على طول كل خطوط العرض وعلى طول خط الطول المركزي صحيحة، وكذلك جميع المسافات من القطب الشمالي.